# ОШ „Десанка Максимовић” Катун
ОШ „Десанка Максимовић” у Катуну је једна од установа основног образовања на територији општине Алексинац.
Школа је матична осморазредна школа која у свом саставу има 11 школских јединица, и то jош једну осморазредну школу у издвојеном одељењу Горњи Крупац, и 10 школских јединица за ученике од првог до четвртог разреда у издвојеним одељењима: Добрујевац, Станци, Липовац, Пруговац, Црна Бара, Дражевац, Бели Брег, Доњи Крупац, Рсовац и Врело.

## Иторијат школства

### Школа у Липовцу
Настарија школа је у Липовцу, основана је 1871. године. Идеја за отварање школе потекла је из манастира Свети Стефан, али су иницијативу дали и одборници општина станачке, катунске и села Бујмир, својим актом упућеним министру просвете и црквених дела 24. фебруара 1867. године. Манастир је уступио земљу за школску зграду, а Министарство просвете и црквених дела, јула 1867. године, одобрило је подизање исте. 
Вест о изградњи нове школе у Липовцу врло брзо се прочула у околини и изазвала интересовање и других села. Већ 21. априла 1871. године, значи три месеца по завршетку градње и пријему од стране за то одређене комисије, сељани села Језера и Преконога изразили жељу да њихова деца иду у школу која је отворена у Липовцу. Одговор начелства округа алексиначког уследио је 9. јула и из њега сазнајемо да су општине којима припада школа липовачка донеле закључак да се у школску задругу примају села Језеро и Преконога под условом да равноправно сносе трошкове издржавања и „оправки и доправки ове школе”.
Обезбеђена довољним бројем ученика и обавезама неколико села за њено одржавање, стекли су се услови за почетак рада новоподигнуте школе. За привременог учитеља десете класе школе у Липовцу постављен је Илија Јанковић, свештеник у Манастиру Липовац док је он егзистирао као мирска црква. Први учитељ постављен од стране Министарства био је Аврам Живановић. У то време, учитељи су се често мењали, јер је велика удаљеност од Алексинца, једини превоз коњска запрега а пут лош. У време српско-турских ратова 1876-1877 школа није радила и због оштећења у рату отпочела је са радом шк. 1880/81. године.  Школске 1887/88, радила је као четвороразредна школа са 39 ученика. 

### Школа у Добрујевцу
У саставу школе је и школа у Добрујевцу. Ова школа је почела да ради 1893. године, у приватној кући породице Стојковић. Школу су похађали само они ученици чији су родитељи били заинтересовани. Године 1896. сазидана је школска зграда на простору данашње школе, од чврстог материјала. Имала је две учионице, стан за учитеља и остале потребне просторије. 
Непосредно после Првог светског рата, изграђена је и основна школа у Катуну. Катунска општина поднела је захтев за изградњу школе 1879. године. Основан је Одбор за изградњу школе од виђенијих људи, добрих домаћина жељних да им се деца описмене. Школа је изграђена кулуком и средствима села Катуна. Изграђене су две учионице, стан за учитеља и остале просторије. Године 1926. школа је почела са радом. Први учитељ је био Владан Солуновић. Школа је почела да ради са четири разреда и рад је био у две смене. Од 1928. године, број ђака расте и потребна су била два учитеља. Од тада су службовали следећи учитељи: Десанка и Света Димитријевић, Нада и Драгољуб Крстић, Ружица и Драгослав Николић, Рада Ђорђевић, Милутин Новаковић, Витомир Милојковић, Ковиљка Милутиновић, Славица Радојковић...
Како је од школске 1955/56. године основна четворогодишња школа у Катуну почела да се проширује са вишим разредима, почела је изградња нове школске зграде. Школа је грађена самодоприносом села и средствима Катунске комуне, од чврстог материјала. Има три учионице, ходник и мали простор за библиотеку. 
Основна осморазредна школа у Катуну почела је са радом од 1. септембра 1955. године. Обухваћени су ученици из Катуна, Добрујевца, Станаца, Липовца, Ц. Баре, Пруговца, Дражевца и Белог Брега. У почетку није био обезбеђен превоз за ученике, што је касније учињено. Од 1963. године, на захтев родитеља ученици од петог разреда из Дражевца одлазе у школу у Доњу Трнаву, што чине и данас. Наша школа је дуго носила назив „22.децембар”, по дану ЈНА. 

### Школе у Горњим и Доњим Крупцима
Из пописа основних школа и каснијих извештаја о њиховом почетку рада, видимо да су после Липовца и Добрујевца, села Горњи и Доњи Крупац имала основне школе, јер су у њима већ 1906. године подигнуте цркве чиме су се стекли услови за рад школе, док су у Белом Брегу и Дражевцу основне школе почеле да раде тек после 1918. године, јер у тим селима није било цркава. Школе у Горњем и Доњем Крупцу основане су 1909. године, школа у Дражевцу почела је са радом 1910. године, а школа у Белом Брегу 1932. године, када је почела са радом и школа у Рсовцу. У Г. Крупцу, у 1909. години, радио је један учитељ, Велимир Стојковић, а у Доњокрупачкој школи, коју су у то време похађала деца и из Белог Брега, Михајло Марковић, са сва четири разреда. 
Временом, отварањем народних школа, основно образовање постаје обавеза за сву децу са навршених седам година, па у школи број ђака почиње стално да расте. Број женске деце у почетку је био веома мали, а касније их је било све више тако да је за нешто више од две деценије број ученика из Белог Брега и Доњег Крупца премашио цифру од 100. „Основна школа Доњо Крупачка” почела је са радом у згради која је служила овој намени све до завршетка Другог светског рата, подигнута у непосредној близини порте цркве Светог Јована Крститеља, и изграђена је радом мештана Белог Брега и Доњег Крупца. Касније, како је све већи број ученика из Белог Брега одлазио у Доњи Крупац у школу, указала се потреба за отварањем школе у Белом Брегу. Посебна комисија, састављена од предложених грађана из Белог Брега, обратила се Начелству Среза Алексиначког 6. октобра 1932. године, с молбом да се дозволи отварање нове основне школе у овом селу. Одлуку о отварању школе, Бан Бановине Моравске донео је 13. децембра исте године, о чему сведоче копије докумената. Како за почетак рада школе није постојао наменски објекат, Милован Рашић је ослободио простор у својој кући и уступио га школи на располагање под одређеним условима, а први учитељ био је Драгољуб Стојић. 

### Школа у Врелу
Школа у Врелу је први пут почела са радом 30. јануара 1923. године. Изградња школске зграде је отпочелa 1912. године, али се због ратова који су се водили завршила тек 1922. године. Школску згрaду су подигли житељи села Врела и била је озидана углавном од камена. За првог учитеља и управитеља школе је постављен Чедомир М. Миловановић. У периоду од краја 1923. до 1927. године ученицима из Врела су се прикључили и ученици из Кравља. На основу одлуке Окружног школског одбора од 29. јануара 1927. године, ђаци из Рсовца похађају школу у Врелу и то траје све до 1932. године. Школа је поред одржавања наставе организовала и курсеве за сеоске домаћице. Пред почетак Другог светског рата школа у Врелу се звала „Врелска мешовита народна школа”. Имала је од првог до четвртог разреда два учитеља и 138 ученика. За време рата, школа је радила са прекидима, а после рата је наставила да ради као самостална установа. Организована су два аналфабетска течаја а на предлог управитеља школе оформљен је просветни течај. Од 1950. до 1960. године број ученика је био од 80 до 97, а онда нагло пада. Овако нагло преполовљавање броја ученика лежи у исељавању становништва и опадању природног прираштаја. 
Због пропалости старе школе,  одлучено је да се од 1975. године отпочне са изградњом  новог школског објекта, а настава за то време изводи у приватној кући. Следеће године нови објекат почиње са радом. Због терена који није био добро припремљен и неадекватне примене прописа приликом изградње школске зграде у Врелу, дошло је до пуцања објекта. Грађевинска инспекција је затворила објекат пре отприлике 7 година, а настава се тренутно изводи у  приватној кући у Врелу. До санације и реновирања објекта или изградње новог није дошло, али се очекује у скоријој будућности.

### Школа у Преконозима
Школа у Преконозима почела је са радом 1936. године у приватној кући, док је школска зграда изграђена касније, 1968. године.